# Алдея-Нова (Транкозу)
Алдея-Нова (порт. Aldeia Nova) — район (фрегезия) в Португалии, входит в округ Гуарда. Является составной частью муниципалитета Транкозу. По старому административному делению входил в провинцию Бейра-Алта. Входит в экономико-статистический субрегион Бейра-Интериор-Норте, который входит в Центральный регион. Население составляет 394 человека на 2001 год. Занимает площадь 25,60 км².
Покровителем района считается Дева Мария (порт. Nossa Senhora da Conceição).